# Meridian
För andra betydelser, se Meridian (olika betydelser).

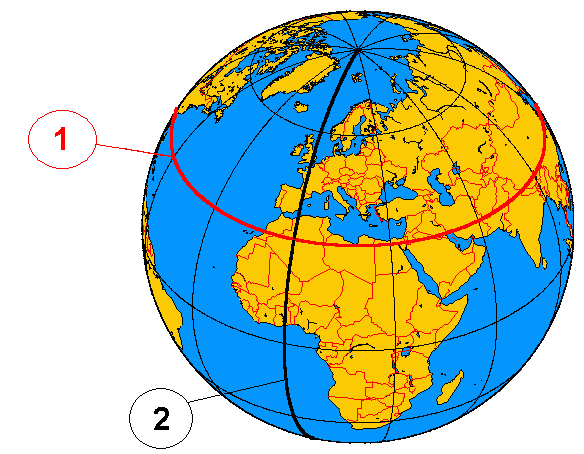

En meridian (äldre svenska middagslinje) är en storcirkel genom de geografiska polerna på jorden. Ordet meridian härrör från det latinska ordet för middag, meridies, och benämningen syftar på att alla platser som ligger längs samma meridian har middag samtidigt.  Utgångsmeridianen för räkning av longitud (längdgrader) var sedan år 1884 i allmänhet nollmeridianen genom observatoriet i Greenwich i södra London. Noga räknat är det belägenheten för huvudaxeln i det stora teleskopet. På det viset får man en referens vid astronomiska bestämningar, kallad den astronomiska meridianen.  
Under rymdkapplöpningen blev man dock medveten om jordens oregelbundenhet, då satellitfotografering blivit ett enkelt sätt att skapa kartor och satelliter inte följer jordens form utan planetens massfördelning.   GPS använder World Geodetic System 1984 som definierar en geodesisk meridian som är stillastående relativt en referensbana för satelliter och oberoende av kontinentalplattornas rörelse. År 2015 låg den geodetiska meridianen 102 meter öster om Greenwichobservatoriet som på grund av kontinentaldrift rör sig ca 2 centimeter om året.

## Historia
Länge förfäktade man i Frankrike att Paris var den ort varifrån alla ortbestämningar skulle utgå från. Richelieu drev tanken att Världens Ände  skulle tas som utgångspunkt. På hans tid (1600-talet) gällde den västligaste av Kanarieöarna som Världens Ände. Öns namn är på franska Ferro, på spanska El Hierro,  som på Richelieus tid ansågs ligga 20° väster om Paris. På äldre kartor är detta läget för nollmeridianen. Senare har man fastställt läget noggrannare till 20° 43′ 09″ väster om Paris.
När striden om nollmeridianens läge var avgjord till Londons fördel, blev det en uppgift att fastställa hur Paris och London ligger i förhållande till varandra, så att alla gamla kartverk med Paris som referens skulle kunna relateras till det nya, internationella systemet. Efter de första bestämningarna ansågs Paris-observatoriet ligga 7′ 16,4″ öster om Greenwich-observatoriet. Den norske prästen, urmakaren och tusenkonstnären Abraham Pihl byggde en mycket noggrann kronometer, och vid en resa 1785 synkroniserade han kronometern med sann middag i Greenwich. Vid upprepade mätningar kunde han fastställa hur mycket uret drog sig per dygn. Sedan detta var gjort reste Phil med kronometern till Paris och bestämde tidpunkten enligt kronometern för solkulminationen där. Efter korrektion för kronometerns drift kom Pihl fram till ett nytt värde 9′ 19,8″ på avståndet mellan de två städernas observatorier. 
Skillnaden mellan det gamla och det nya värdet är 2′ 03,4″ vilket innebär storleksordningen 4 km. Precisionen 0,1″ motsvarar vid ekvatorn ungefär 3 m, vilket kan ge en allmän uppfattning om mätnoggrannheten. Om man ska räkna ut avståndet mellan Paris och London måste man ta hänsyn även till dessas lägen i latitud också, vilket komplicerar beräkningen. Om man som första approximation antar att avståndet går efter en storcirkel så innebär storcirkelekvationen bl a moment att bestämma cosinus för skillnaden mellan två stora och nära lika tal. Detta gör att alla räkningarna måste göras med ett mycket stort antal decimaler. Till detta kommer onoggrannheten vid bestämningen av solkulminationen, som ju också bidrar till osäkerheten på avståndsvärdet. 

### Sverige
På Stockholms gamla observatorium, beläget på Observatoriekullen "mitt i stan", gjorde man naturligtvis också diverse astronomiska bestämningar, som då av praktiska skäl refererades till huvudaxeln för detta observatoriums huvudteleskop. Detta hade den effekten att de äldre bladen i generalstabskartan  är ritade med nollmeridianen förlagd till Stockholms Observatorium. Detta är också angivet i kartbladets marginal. För att detta kartverk ska kunna relateras till kartverk upprättade i andra länder måste man veta var Stockholms Observatorium ligger i något internationellt gångbart mått. Med noggranna jämförande astronomiska observationer bestämdes läget av Stockholms Observatorium till 35° 43′ 19,5″ ost om Ferro, vilket också står angivet i marginalen på generalstabsbladen.  Ferros läge i förhållande till Greenwich anges till 17° 36′ 46,0″ W varav man kan räkna ut att Stockholms (gamla) Observatorium med modernt mått ligger 18° 06′ 33,5″ E Greenwich.
Referenser till 0-meridan vid Stockholms Observatorium har konservativt hängt med på vissa kartor även långt efter det Greenwich-meridianen blivit internationellt erkänd som nollpunkt för longituder. Ett exempel bland många är KAK:s bilatlas 1962.